# Culicoides jonesi
Culicoides jonesi är en tvåvingeart som beskrevs av Wirth och Hubert 1960. Culicoides jonesi ingår i släktet Culicoides och familjen svidknott.
Artens utbredningsområde är Texas. Inga underarter finns listade i Catalogue of Life.